# 560-я пехотная дивизия (вермахт)
560-я пехотная дивизия (нем. 560. Infanterie-Division) — тактическое соединение сухопутных войск вооружённых сил нацистской Германии периода Второй мировой войны. Фактически существовавшее всего 10 дней.

## Краткая история
560-я пехотная дивизия была сформирована 1 августа 1944 года в норвежском городе Мосс. Юридически подчинялась X военному округу. Уже 10 августа 1944 года все служащие 560-й дивизии были переведены в пехотную дивизию народного ополчения с тем же номером. Единственным командующим дивизии был генерал-лейтенант Эрих Хофманн.